# 빌헬름 엠리히
빌헬름 엠리히(Wilhelm Emrich, 1909년 11월 29일 니더요이츠 ~ 1998년 8월 7일 베를린)는 독일의 문예학 부문의 편집장이다.
1909년에 알자스 지방의 니더 요이츠에서 태어났다. 1949년에서 1953년까지 괴팅겐 대학 강사, 1953년에서 1959년까지 쾰른 대학교 독문과 교수 그리고 1959년부터 은퇴할 때까지 베를린 자유대학교 독문과 교수를 지냈다. 그는 아도르노(Theodor W. Adorno)의 제자였다. 1933년에 사도 바울에 관한 논문으로 마르틴 조머펠트(Martin Sommerfeld) 밑에서 박사 학위를 취득했고, 그 후에는 집중적으로 괴테와 프란츠 카프카를 연구했다. 그는 카를 슈테른하임, 아르노 홀츠 그리고 리카르다 후흐의 전집을 편집하기도 했다. 나치 시대인 1942년에서 1944년 사이에 독일 도서관 관장, 독일 문헌·홍보 자문처 처장으로 독일제국 선전 부문에서 일했다. 엠리히는 나치 당원이었고, 나치당 세포조직의 우두머리였다. 또 반유대주의 서적들의 저자이기도 했다. 나치 정권에서의 엠리히의 이러한 행적은 엠리히가 사망한 직후 대학 동창인 친구 마우츠(Kurt A. Mautz)에 의해 대중에게 알려졌다. 1958년에 출판된 카프카 연구서 ≪프란츠 카프카: 그의 문학의 구성 법칙, 허무주의와 전통을 넘어선 성숙한 인간≫이라는 명저가 문학계의 비상한 관심을 끌었다. 엠리히는 문헌학적 연구를 수단으로 삼아 문학을 그 시대의 사회적·정치적 상황과 연결한 학자로, 독일연방공화국에서 가장 중요하고, 가장 영향력이 큰 문예학자들 중 한 사람이었다.